# Царь-жрец (фреска)
«Царь-жрец» («Юноша среди лилий», «Принц с лилиями») — раскрашенный рельеф Кносского дворца эпохи минойской цивилизации, датированная примерно 1550 г. до н. э. Отреставрированный оригинал фрески экспонируется в Археологическом музее Ираклиона, а стену южного коридора центрального двора Кносского дворца, где он был найден, украшает его копия.
Фреска была восстановлена по трем отдельным фрагментам: голове, туловищу и левой ноге. Когда Артур Эванс их обнаружил в 1901 году, он отметил, что предположительно эти фрагменты принадлежат разным фигурам. Он предполагал, что туловище может принадлежать бойцу с быками,. Голова, очевидно, принадлежала женщине, поскольку по минойской традиции мужчины не изображались с бледной кожей; на то, что это могла быть фигура жрицы, указывает нарядный головной убор, в какие были одеты жрицы, изображенные на саркофаге из Агиа Триада.